# Lonchaea watsoni
Lonchaea watsoni är en tvåvingeart som beskrevs av Charles Howard Curran 1926. Lonchaea watsoni ingår i släktet Lonchaea och familjen stjärtflugor.
Artens utbredningsområde är Québec. Inga underarter finns listade i Catalogue of Life.